# Cultura de los campos de urnas
La cultura de los campos de urnas es un extenso horizonte arqueológico que se difundió durante el final de la Edad del Bronce y el principio de la Edad del Hierro por buena parte de Europa, llegando en su momento de apogeo a abarcar desde el Danubio y el Báltico hasta el mar del Norte y el nordeste de la península ibérica. Se caracterizó por un nuevo rito funerario: la incineración del cadáver y la deposición de sus cenizas en urnas de cerámica, las cuales se enterraban en un hoyo practicado en la tierra, formando extensas necrópolis. Al principio se levantaban pequeños túmulos sobre las fosas, luego quizás alguna estela o nada que las indicara. La expansión de este modelo se produjo entre los siglos XIII y VIII a. C.

## Problemas de interpretación
A lo largo del tiempo, distintos investigadores han sostenido teorías diversas sobre esta cultura arqueológica, ligadas casi todas ellas a una visión difusionista de la prehistoria. Así, se la ha relacionado con pueblos de conquistadores indoeuropeos, a los que algunos arqueólogos incluso les han adjudicado la autoría de las convulsiones que se produjeron por la misma época en el Mediterráneo oriental —caída de Micenas y del Imperio hitita, ataques de los llamados pueblos del mar a Egipto, destrucción de Ugarit, etc.—. Actualmente casi nadie sostiene que los grupos de los campos de urnas fueran un ente cultural homogéneo; la opinión generalizada es que se trató simplemente de una moda que se expandió por Europa debido a préstamos culturales o, en ciertos casos, a movimientos de pueblos diferenciados entre sí. De hecho, en algunas regiones el cambio en el comportamiento funerario fue el único que se produjo, apareciendo una clara continuidad en las estrategias económicas y sociales anteriores.
En las áreas en que se fue imponiendo la incineración se desarrollaron diferentes modelos de asentamientos, tradiciones funerarias distintas y se fabricaron artefactos con tipologías propias; la única estandarización clara detectada fue la de los objetos de prestigio realizados en bronce. Esto fue debido a un incremento de los intercambios comerciales, que no se produjeron únicamente desde Centroeuropa hacia su periferia, como tradicionalmente se ha defendido, sino también desde las áreas atlántica y oriental hacia el centro. Por otro lado y en contradicción con las antiguas tesis migratorias, se ha comprobado que la costumbre de incinerar los cadáveres ya se practicaba en Europa con anterioridad, siendo durante el Bronce final cuando empezó a generalizarse en aquellas zonas donde se había desarrollado la precedente cultura de los túmulos, con la cual no se produjo una ruptura, ya que se mantuvieron ritos y, en muchos casos, incluso los asentamientos.
La incineración aparece documentada en el grupo húngaro de Baden y el rumano de Cotofeni en el III milenio a. C. Posteriormente, se convirtió en el ritual predominante o se alternaba con las inhumaciones entre grupos establecidos en la cuenca danubiana, en Hungría, Rumanía o Eslovaquia desde el 1950 a. C. También en Centroeuropa, Italia y el área atlántica aparecen incineraciones registradas junto a inhumaciones antes del 1200 a. C.

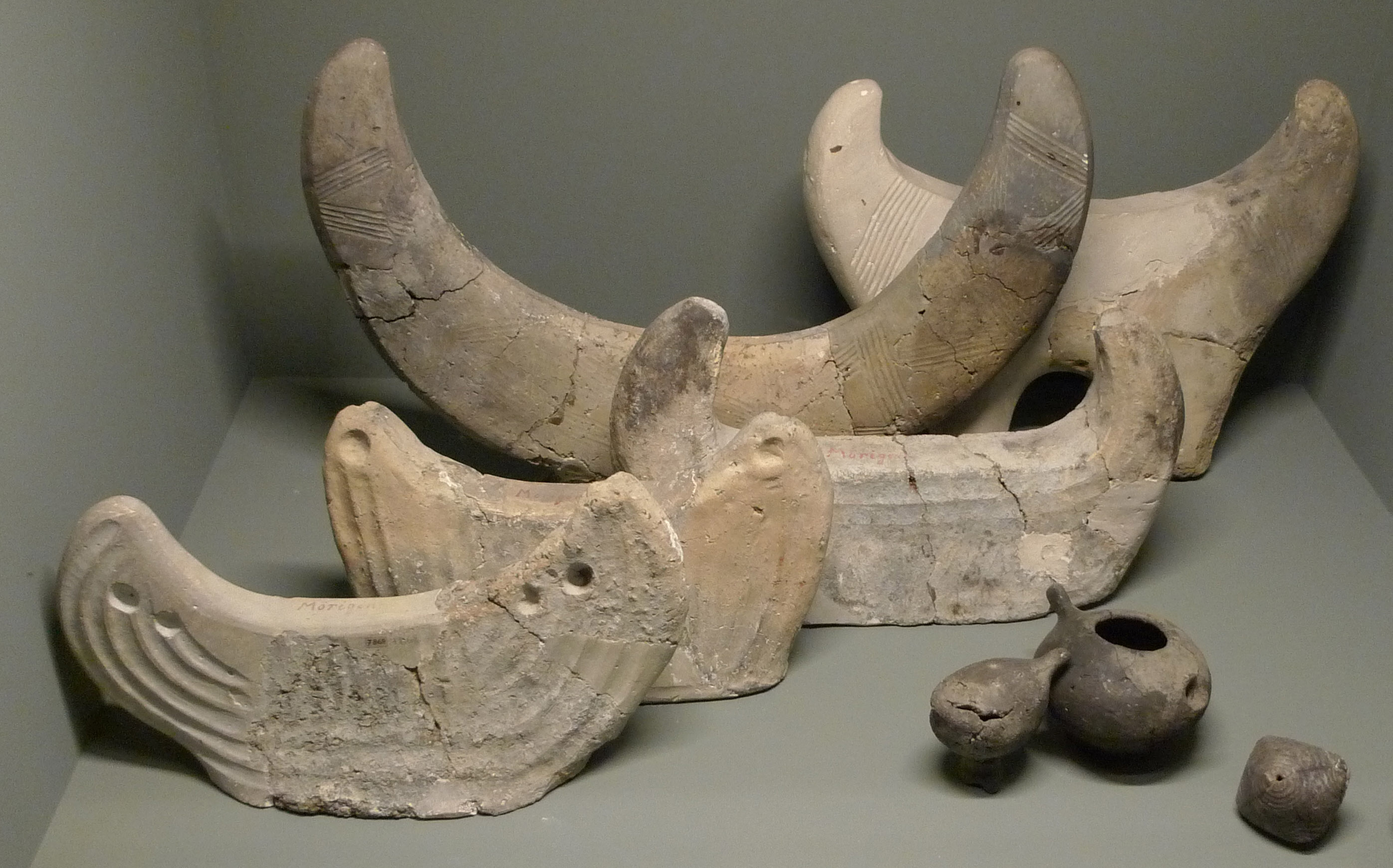
Crecientes lunares, iconos animales y sonajero procedentes de Mörigen, lago Biel, Suiza (900-800 a. C.).

Existen muchas dudas sobre el parentesco filogenético y lingüístico de las gentes que formaban parte de los pueblos que compartía la cultura de los campos de urnas. Actualmente la mayor parte de autores consideran que la cultura de Hallstatt muy probablemente estaba formada por pueblos que hablaban una lengua cercana al protocelta. Para los campos de Urnas es más difícil hacer identificaciones concretas, aunque no puede descartarse alguna conexión con los celtas y otros pueblos indoeuropeos.

## Cronología
En Europa Central los campos de urnas comenzaron a aparecer a partir del 1250 a. C. (Bronce D), extendiéndose hasta el 700-600 a. C. (Hallstatt C), ya en la I Edad del Hierro. Para otras regiones la cronología difiere, apareciendo las primeras evidencias en el nordeste de la península ibérica hacia 1150-950 a. C. con una única necrópolis en estos momentos iniciales peninsulares, la de Can Missert (Tarrasa, Barcelona).
El cambio en el modelo funerario no se produjo de repente ni fue uniforme ni siquiera en Europa Central, sino que fue algo paulatino. Los primeros indicios de una transición entre inhumación e incineración se produjeron entre 1250-1200 a. C. en Alta Baviera (Alemania), donde los grandes túmulos comenzaron a cobijar incineraciones, cambiando también las tipologías de algunos elementos del ajuar, tales como las espadas. Durante un tiempo hubo necrópolis de incineración junto a otras de inhumación, e incluso, necrópolis con ambos rituales coexistiendo juntos. Entre 1200-1100 a. C. se produjo la generalización del ritual de incineración y su expansión, con un claro empobrecimiento de los ajuares funerarios en comparación con épocas anteriores, aunque con marcadas divergencias regionales. En Polonia, por ejemplo, se siguieron realizando inhumaciones, las cuales representan un diez por ciento del total de los enterramientos.
A partir del 750 a. C. (Hallstatt C), el ritual funerario volvió a incluir abundantes inhumaciones junto a las cremaciones y los ajuares se enriquecieron espectacularmente. Se volvieron a levantar túmulos y se abandonaron muchos de los asentamientos anteriores, sobre todo los fortificados; aunque posteriormente se volvieron a reocupar muchos, evidenciando una jerarquización del territorio y de la sociedad que fue acusándose cada vez más a lo largo de la II Edad del Hierro.

## Hábitat
El número de asentamientos se incrementó notablemente en comparación con los momentos precedentes, aunque pocos han sido excavados adecuadamente. Podían ser núcleos fortificados, a menudo situados en lo alto de colinas o en recodos de ríos, o, también, caseríos en llanura sin defensas, aunque pocos han sido excavados hasta ahora. Estos últimos solían estar formados por tres o cuatro grandes casas aisladas, construidas con postes de madera y paredes formadas habitualmente por armaduras de ramas y barro. Se conocen también fosos en las viviendas que debieron servir como bodegas para conservar el grano. En los lagos del sur de Alemania y Suiza, las viviendas fueron construidas sobre pilares de madera, consistiendo en una simple habitación hecha con ramas y barro o de madera.

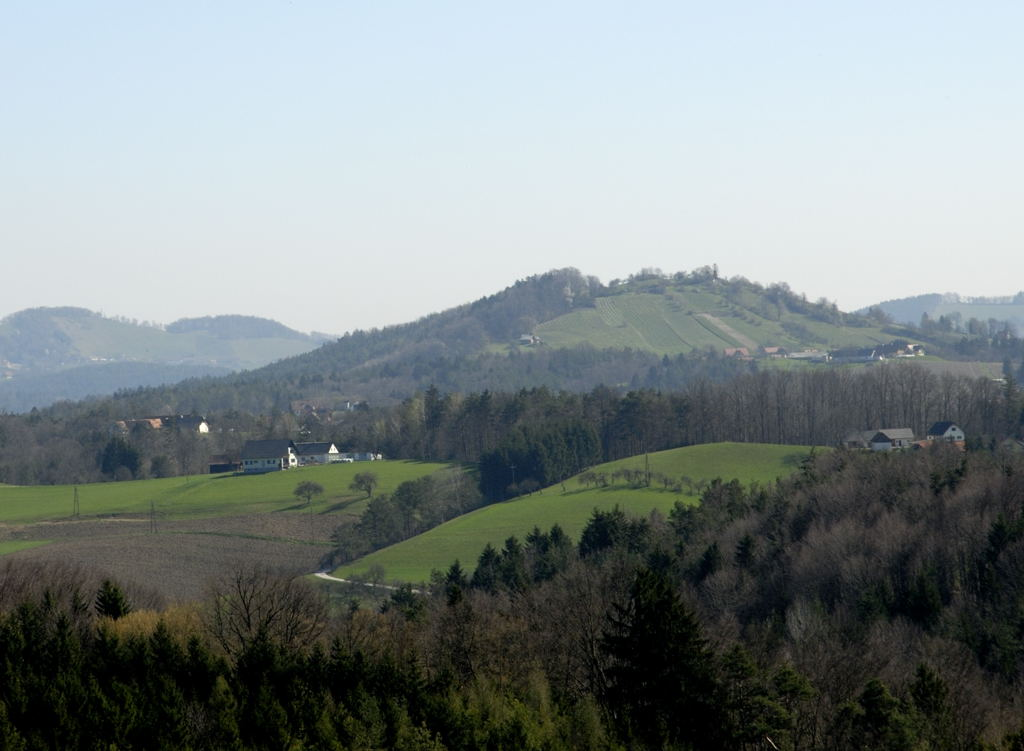
Yacimiento de Burgstallkogel en una colina fortificada (cultura de los campos de urnas, Austria).

Los poblados en colinas fortificadas se volvieron muy comunes durante el Bronce final para luego hacerse raros en los inicios de la Edad del Hierro. A veces se utilizaba un escarpado espolón rocoso, para evitar así la fortificación de todo el perímetro del asentamiento; otras una colina de altura moderada, un meandro de río o una zona pantanosa. En función de las materias primas locales los muros se construían de piedra seca o bien se levantaban los denominados pfostenschlitzmauer, parrillas de troncos rellenas con tierra o cascotes. Estas fortificaciones han sido consideradas verdaderas obras de ingeniería, que precisaban de una mano de obra ingente, como en Biskupin (Polonia), donde se ha calculado que se necesitaron entre 50 000 y 80 000 horas de trabajo para levantar el poblado. Su forma era circular u oval, y su extensión muy variable, entre 1,8 y 10 hectáreas, aunque algunos llegaban a las 35. En su interior se levantaban viviendas, almacenes y cercados para el ganado. Un caso excepcional es el del fuerte de Hořovice (Bohemia, República Checa) que llegó a ocupar 50 hectáreas.
Uno de los más conocidos yacimientos es el del lago Federsee (Wurtemberg, Alemania), localizado en 1920 en la turbera de una isla, en unas condiciones excelentes de conservación. No solamente se sacaron a la luz sus murallas, sino que además se recuperaron numerosos útiles de bronce tales como hachas, cuchillos o brazaletes, y restos que determinaban el carácter fundamentalmente agrícola del asentamiento.
El trabajo del metal se concentraba en estos fuertes, como lo atestiguan los 25 moldes de piedra encontrados en Runde Berg (sur de Alemania). Son interpretados como lugares centrales de un territorio y algunos investigadores creen que su aumento es una evidencia del incremento de los conflictos. Por lo que se conoce hasta ahora, no había viviendas especiales para posibles clases dirigentes, pero pocos yacimientos han sido excavados en toda su extensión.

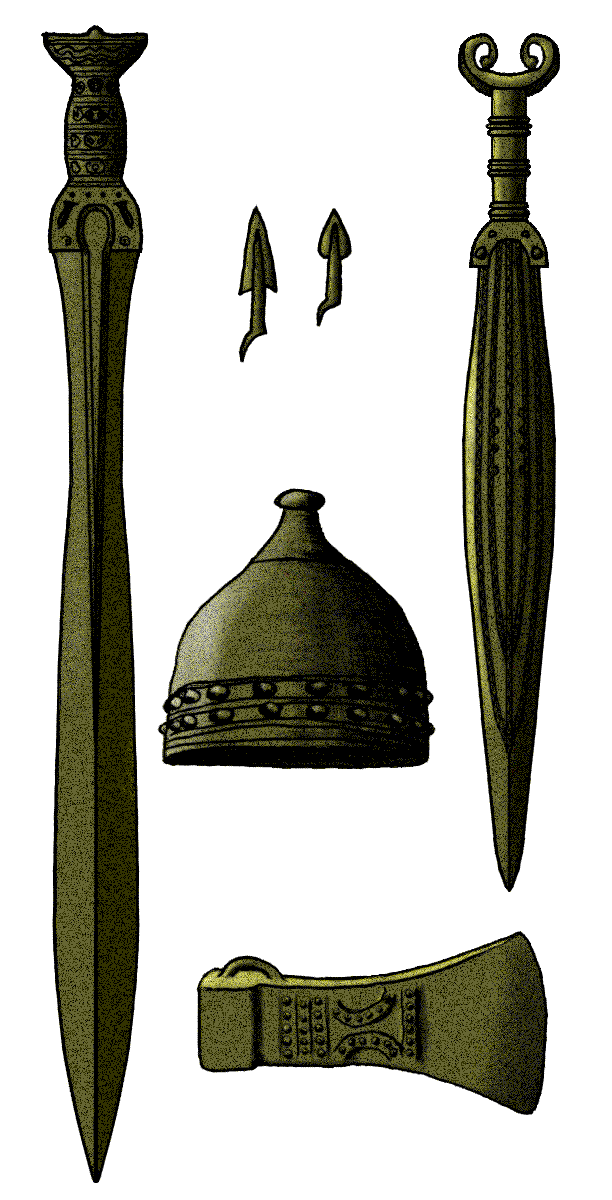
Armas de bronce típicas de los campos de urnas de Centroeuropa, en el Bronce Final.

## Cultura material

### Recipientes
Normalmente, la cerámica encontrada es de buena factura, con una superficie lisa y suave, y un perfil bien marcado, siendo especialmente características las ollas bicónicas, con cuellos cilíndricos, y singulares los ejemplos de cerámica negra. Las decoraciones suelen ser acanaladas, incisas o excisas, aunque una gran parte de la superficie se dejaba lisa. Los motivos ornamentales incluyen bandas de líneas paralelas —horizontales, verticales u oblicuas—, círculos concéntricos y aves, posiblemente acuáticas. La cerámica encontrada en las viviendas suizas sobre pilares muestra una decoración incisa incrustada en ocasiones con laminillas de estaño. Los hornos alfareros ya eran conocidos, como lo indica la homogénea superficie de la cerámica producida.
Se han hallado abundantes recipientes de metal, entre los cuales se incluyen copas, sítulas, y grandes calderos, hechos con láminas de bronce batido, con asas remachadas. Pueden ser lisos o con adornos, geométricos o de aves asociadas a discos, los llamados pájaros-soles. La ornamentación se conseguía mediante la técnica del repujado. Los recipientes de madera solo se han preservado en contextos anegados por el agua, pero debieron de estar bastante extendidos.

### Herramientas y armas
Las típicas herramientas de bronce fueron las hachas (de talón, de cubo, etc.), aunque también se utilizaron azuelas, hoces, gubias, cinceles, martillos o navajas de afeitar. Las espadas más comunes, de bronce, tenían forma de hoja, con empuñadura también de bronce, aunque había otras que tenían forma de espiga, con empuñaduras de madera, hueso o asta. Las espadas con reborde en la empuñadura presentaban incrustaciones en esta y aunque eran todavía del tipo denominado de lengüeta, hacia el final del período se comenzaron a fabricar las empuñaduras de antenas que se generalizaron en la Edad del Hierro. Por esta época, los elementos de protección como escudos, corazas, grebas y cascos presentaban ricas decoraciones de carácter geométrico o pájaros-soles. El armamento defensivo era bastante raro y pocas veces se lo encuentra en los enterramientos, a pesar de lo cual se conocen algunos escudos de bronce que, se supone, imitan modelos de madera y, en Irlanda, escudos de piel. También hay algunas corazas de bronce y discos del mismo material que debían ir cosidos a corazas de cuero, así como grebas ricamente decoradas con láminas de bronce.

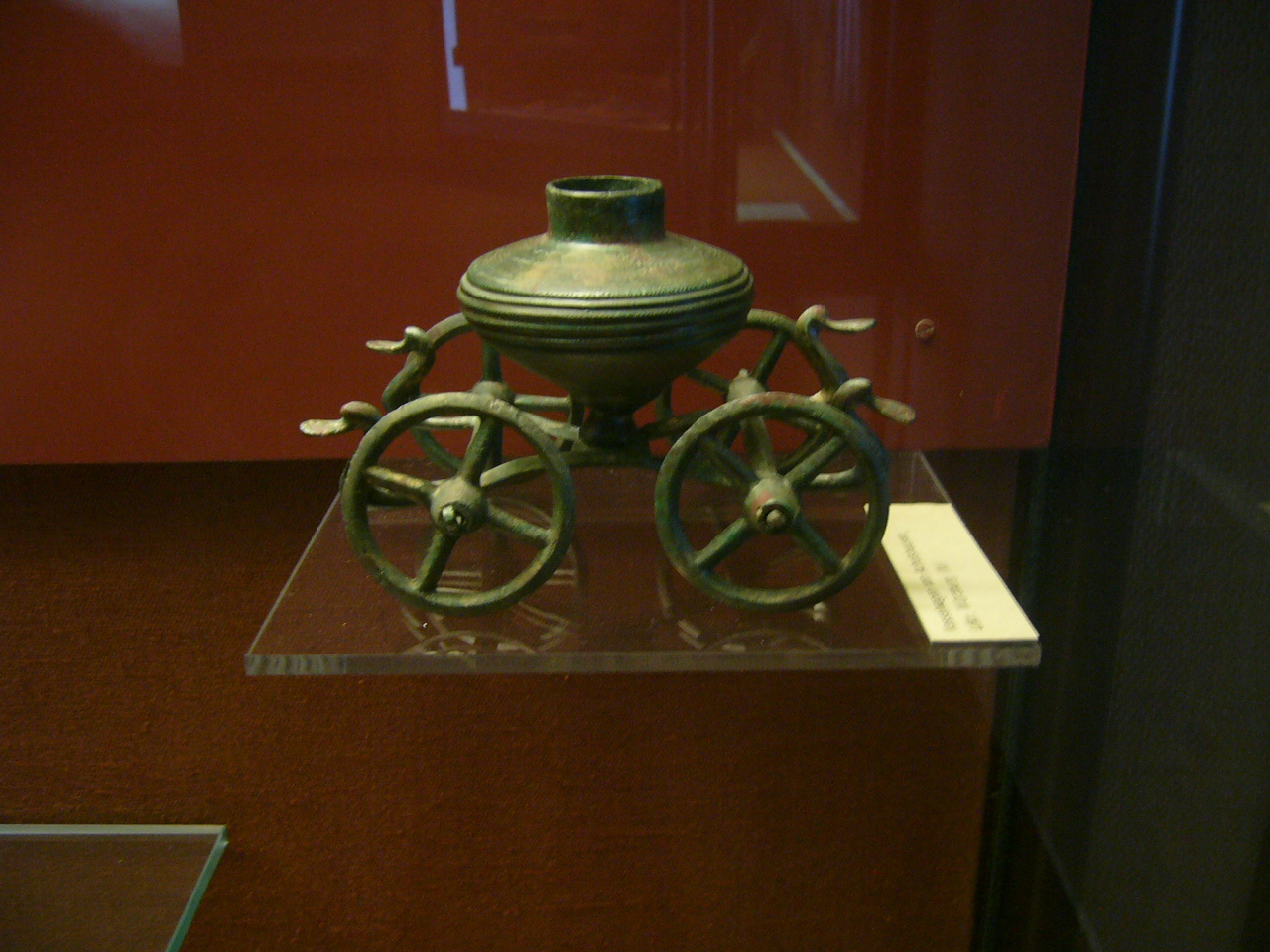
Miniatura de bronce: carro con caldero funerario.

### Carros

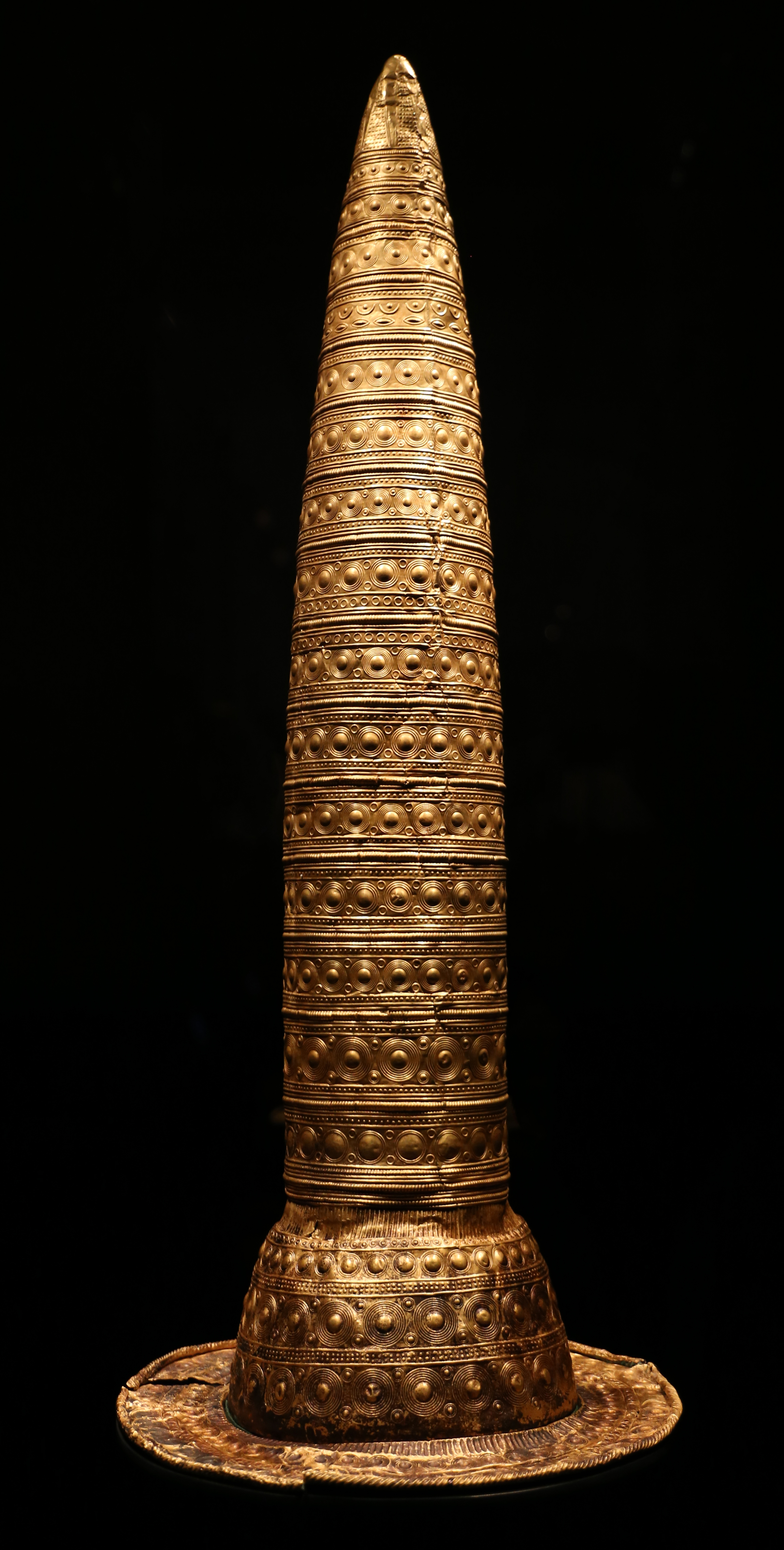
El Sombrero de oro de Berlín, posiblemente una insignia sacerdotal relacionada con el culto al sol.

Son conocidos alrededor de una docena de enterramientos en carros de cuatro ruedas con herrajes de bronce, sobre todo, del período final de los campos de urnas, durante la Primera Edad del Hierro. En Hart an der Alz (Baja Baviera, Alemania) un carro había sido quemado en la pira funeraria, encontrándose fragmentos de hueso pegados al metal parcialmente fundido de los ejes; se halló un rico ajuar que incluía ocho vasijas cerámicas, vajilla y armas de bronce, y joyas de oro. Los radios de las ruedas se hacían solo en madera o en madera y bronce. Los bocados de bronce aparecieron también por esta época. En Milavče (Bohemia) se halló una miniatura hecha en bronce de un carro de cuatro ruedas que soportaba un gran caldero de 30 cm de diámetro, el cual contenía una cremación. Este excepcional y rico entierro había sido posteriormente cubierto por un túmulo. En Brandeburgo (Alemania) se halló un carro con tres ruedas en un único eje, sobre el cual estaba encaramada un ave acuática. Tales carros eran conocidos ya en el área escandinava y miniaturas realizadas en arcilla, a veces con aves acuáticas, se habían encontrado en contextos del Bronce medio de los Balcanes.

### Depósitos

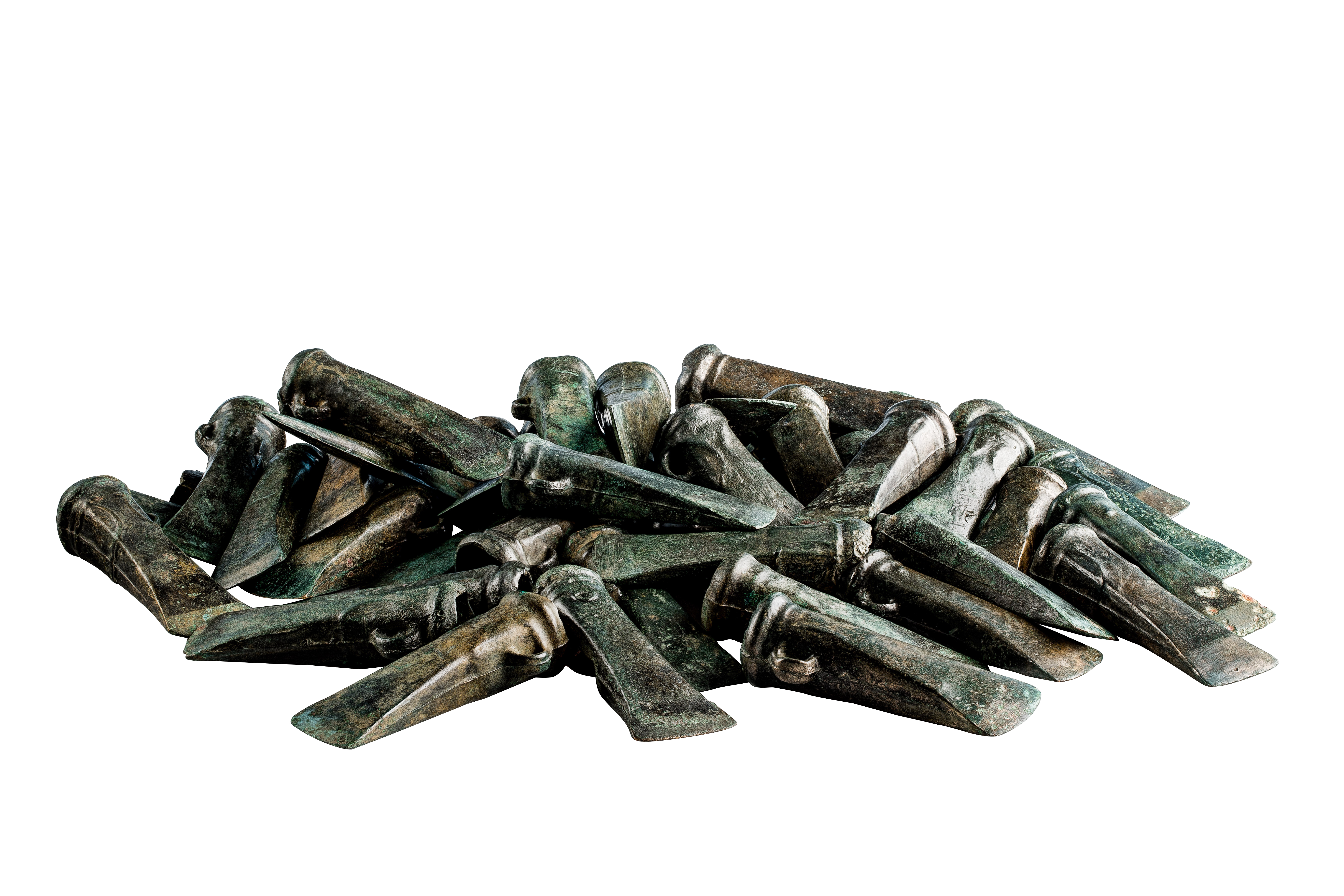
Depósito de bronce, alrededor de 800 B.C.,Heppeneert (Bélgica)Museo Galorromano, Tongeren (B)

La deposición de tesoros fue algo muy común en esta época en las áreas periféricas atlánticas, desde Holanda y Gran Bretaña hasta el noroeste de la península ibérica, siendo una costumbre que desapareció hacia el final de la Edad del Bronce. A menudo fueron depositados en ríos y otros lugares húmedos como pantanos, sitios que solían ser prácticamente inaccesibles, lo cual ha sido interpretado como ofrendas a los dioses. Pero también fueron enterrados en escondrijos alijos que contenían objetos de bronce rotos o mal fundidos y que, probablemente, debían de estar destinados a ser reutilizados por los herreros.

### Hierro
Un anillo de hierro procedente de Alemania y datado en el siglo XV a. C. es la más antigua evidencia férrea hallada en Centroeuropa. A finales de la Edad del Bronce el hierro fue usado para decorar las empuñaduras de espadas y puñales, y las cabezas de alfileres e imperdibles para sujetar la ropa. Solamente se comenzó a utilizar el hierro para fabricar armas y utensilios domésticos en la siguiente, y directa sucesora, cultura arqueológica de Hallstatt. Su generalización se produjo durante la Edad del Hierro tardía, con la cultura de La Tène.

## Economía
Bóvidos, cerdos, ovejas, cabras, caballos, perros y, posiblemente, gansos, eran criados por el hombre para su sustento o para labores auxiliares. Tanto bóvidos como caballos eran más pequeños que los actuales, alcanzando los primeros una altura de 1,20 m hasta la cruz y los segundos 1,25 de media.
Se cultivaba trigo y cebada, junto a distintos tipos de legumbres y opio, cuyas semillas se utilizaban para elaborar aceite o como droga. Mijo, avena, centeno y lino se cultivaron de manera menos generalizada. Hay constancia del uso de arados tirados por bueyes y abundancia de molinos de piedra, azuelas de bronce y hoces; también está comprobada la existencia de graneros.
Los bosques fueron intensivamente aclarados, creando, tal y como muestran los análisis polínicos, prados abiertos para uso, probablemente, del ganado. Esto condujo al incremento de la erosión y, consecuentemente, de la carga de sedimentos transportada por los ríos.
Al parecer, comenzaron a diversificarse los oficios, dando lugar a una cierta especialización artesanal. Gracias a la mejora de los caminos, «pavimentados» en ciertas zonas con troncos, y de los medios de transporte, con el uso del carro y del caballo como animal de tiro, se intensificaron las relaciones comerciales, que muestran un auge del comercio de la sal. Se inició la producción de vidrio, mientras la cerámica y la orfebrería experimentaron un gran impulso, multiplicándose también los centros metalúrgicos.

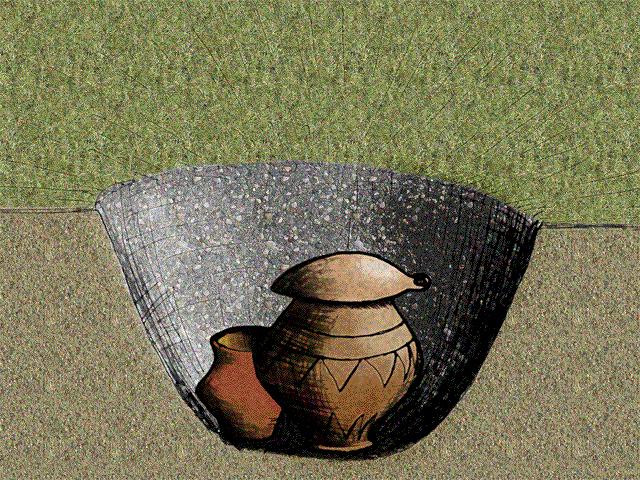
Tumba típica de los campos de urnas, Centroeuropa, Bronce final.

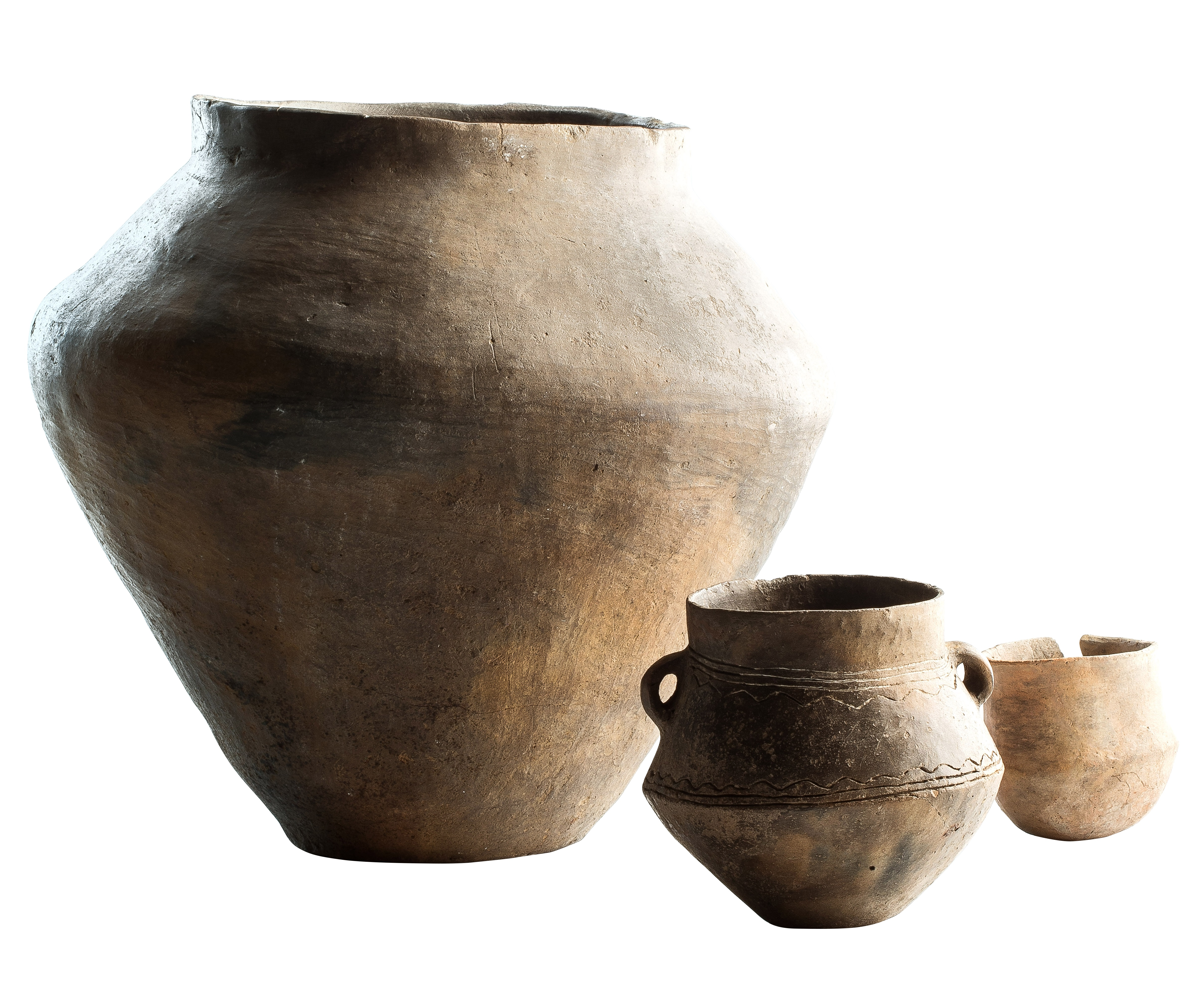
Urnas de una tumba de urnas, 1000-800 B.C., Donk (Bélgica)Museo Galorromano, Tongeren (B)

## Enterramientos
Lo común en Centroeuropa fue la incineración, aunque las variantes rituales que se observan en las necrópolis a lo largo del tiempo y entre distintas regiones son muy numerosas. Así, se pueden encontrar tumbas formadas por:
- Un hoyo excavado en la tierra, en el que se deposita la urna cubierta por un plato o piedra.
- Sin urna, directamente en el hoyo.
- Urnas cubiertas por estructuras de madera, círculos de piedras, cistas, etc.
- Túmulos no muy grandes señalando la urna.
- Inhumaciones con o sin túmulo, con estructuras de madera, etc.

La deposición y orientación de los cuerpos inhumados es también muy variada. Los ajuares eran muy sobrios y homogéneos en comparación con las épocas anteriores y posteriores, consistiendo en cerámicas o metales, que, como mucho, alcanzaban las seis unidades. A veces, una o varias urnas estaban delimitadas por fosos, creando unos recintos de planta circular o cuadrangular que se suponen rituales.

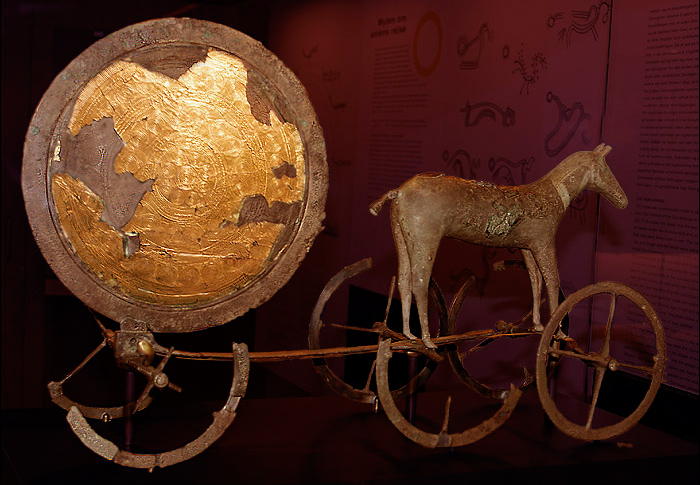
Carro solar de Trundholm (Dinamarca).

## Rituales
Los rituales de esta época debieron estar relacionados con el culto a las fuerzas de la naturaleza, abarcando un amplio espectro que iría desde ritos propiciatorios de la fecundidad de la tierra, a otros dedicados al sol, los astros, el agua o a divinidades animales, lo que confirma su continuidad con tradiciones que emanan del Neolítico. Se han descubierto carros hechos en bronce o de cerámica cuyos animales de tiro son caballos, ciervos o patos, que acarrean un disco solar (Trundholm, Dinamarca), una mujer con un plato de ofrendas (Strettweg, Austria) o una divinidad (Dupljaja, Serbia). También se consideran relacionados con el culto al Sol o, quizás, al fuego, los conos de oro decorados con anillos, discos y otros símbolos solares, de los que conocemos cuatro, tres hallados en Alemania y el cuarto en Francia. En Europa central se cree que había santuarios ubicados en las mismas viviendas, ya que se han encontrado cornamentas y crecientes de arcilla cerca de los hogares o de sitios destacados que podrían ser altares. En los recintos rituales de las necrópolis se han hallado ofrendas consistentes en cerámicas especiales, crecientes o platos con ocre, así como evidencias de fuegos intencionados.